# Francesc Garcia i Orell
Francesc Garcia i Orell (Palma, 1 de maig de 1853 - Palma, 24 de febrer de 1923) fou un militar i polític mallorquí.
Va ingressar a l'exèrcit amb 18 anys. Va quedar ferit i declarat invàlid per l'exèrcit poc després, durant la tercera guerra carlina, sent aleshores capità d'infanteria. Fou un dels fundadors del Partit d'Unió Republicana de Mallorca el 1896. Fou regidor de Palma del 1899 al 1901 i del 1903 al 1905. Formà part de la candidatura de la conjunció republicana-socialista a les eleccions a les Corts Espanyoles del 1910. Fou un dels redactors de La Unión Republicana (1896-1904).